# Engelmanniinae
Engelmanniinae es una subtribu de la tribu Heliantheae y de la familia de  las asteráceas. Contiene los siguientes géneros:

## Géneros
- Balsamorhiza
- Berlandiera
- Borrichia
- Chrysogonum
- Engelmannia
- Lindheimera
- Silphium
- Vigethia
- Wyethia